# Periclimeno (tebano)
Periclimeno (in greco Περικλύμενος, Periklimenos) era un personaggio della mitologia greca che partecipò alla guerra dei Sette contro Tebe.
Fu lui, secondo alcune fonti, ad uccidere Partenopeo. Inseguì inoltre Anfiarao che però, per volere di Zeus, fu inghiottito dalla terra.